# Newton Cardoso
Newton Alves Cardoso (ur. 9 lutego 1925 w Rio de Janeiro  – zm. 7 stycznia 1975 w Rio de Janeiro) – brazylijski piłkarz i trener piłkarski.

## Kariera piłkarska
Newton Cardoso występował w latach 40. w CR Vasco da Gama. Z powodu kontuzji zmuszony był zakończyć przedwcześnie karierę piłkarską.

## Kariera trenerska
Większość kariery trenerskiej Newtona Cardoso wiąże się z pracą w Botafogo FR. Dwukrotnie w 1951 i 1954 roku prowadził on Botafogo jako trener.
Obok pracy w Botafogo Newton Cardoso prowadził olimpijską reprezentację Brazylii, z którą wystartował na Igrzyskach Olimpijskich w Helsinkach. Była to reprezentacja złożona z młodych graczy ligowych, wśród których były przyszłe gwiazdy brazylijskiego futbolu jak Vava, Evaristo czy Zózimo. Na turnieju w Finlandii Brazylia wygrała spotkania grupowe z Holandią i Luksemburgiem, co dało awans do ćwierćfinału, gdzie Brazylijczycy ulegli 2-4 reprezentacji RFN.
W 1959 roku Newton Cardoso prowadził reprezentację Brazylii na Igrzyskach Panamerykańskich. Na turnieju w Chicago Brazylia zdobyła srebrny medal, ustępując tylko Argentynie.